# Joanna Ławrynowicz-Just
Joanna Maria Ławrynowicz-Just, także Ławrynowicz-Domżał (ur. 16 kwietnia 1975 w Warszawie) – polska pianistka, prorektorka Uniwersytetu Muzycznego Fryderyka Chopina.

## Życiorys
Joanna Ławrynowicz-Just w 1998 uzyskała z wyróżnieniem tytuł magistra sztuki na Akademii Muzycznej im. Fryderyka Chopina w Warszawie. Kształciła się pod kierunkiem Teresy Manasterskiej oraz Haliny Czerny-Stefańskiej. Tamże w 2003 uzyskała kwalifikację I stopnia w dziedzinie instrumentalistyki. W 2013 habilitowała się na Uniwersytecie Muzycznym Fryderyka Chopina w Warszawie (UMFC) na podstawie dzieła Melcer odkryty na nowo. Koncerty fortepianowe Henryka Melcera-Szczawińskiego w aspekcie wykonawczym. W 2021 otrzymała tytuł profesora sztuk muzycznych.
Zawodowo związana z Wydziałem Instrumentalistyki UMFC. W 2020 została kierowniczką tamtejszej Katedry Fortepianu. Prorektorka ds. zagranicznych UMFC w kadencji 2024–2028. Wśród jej uczniów znaleźli się Mateusz Krzyżowski oraz Kamila Sacharzewska.
Występuje jako solistka i kameralistka. Nagrała przeszło 40 albumów płytowych, zawierających dzieła m.in.: Fryderyka Chopina, Romualda Twardowskiego, Raula Koczalskiego, Henryka Melcera, Józefa Elsnera, Witolda Maliszewskiego, Władysława Żeleńskiego, Zygmunta Stojowskiego, Oskara Kolberga.
Członkini Towarzystwa im. Fryderyka Chopina.
Córka pianistki Krystyny Makowskiej-Ławrynowicz oraz skrzypka Mirosława Ławrynowicza.
Odznaczona odznaką honorową „Zasłużony dla Kultury Polskiej”.